# Андрей Долгов (судно)
«Андрей Долгов» (также STS-50 и Sea Breez 1) — рыболовецкое судно ярусного типа.
В течение 2000-х и 2010-х годов судно вело широкомасштабный незаконный лов рыбы и других биоресурсов в Мировом океане, занимало одно из первых мест в списках пиратских судов Интерпола. Захвачен индонезийским ВМФ в апреле 2018 года. При захвате выяснилось, что капитан судна и пять человек из командного состава «Андрея Долгова» были гражданами России и Украины, а 14 членов экипажа — индонезийцами. Многие из индонезийцев сказали, что они не знали, что судно работало незаконно, а правительство Индонезии отметило, что эти люди, вероятно, работали по принуждению. Судно было зарегистрировано в компании Red Star Company Ltd, базирующейся в Белизе. Судно подозревается в причастности к «организованной транснациональной преступной» сети незаконного промысла.

## История
Судно было построено в 1985 году в районе Симидзу города Сидзуока в Японии по заказу компании Maruha Nichiro Corporation, на верфях Kanasashi Zosen, было приписано к порту Симидзу. Рыболовное судно для ярусного промысла тунца длиной 54 метра (178 футов) и весом 570 тонн под названием Shinsei Maru No 2 в течение многих лет легально работало под японским флагом в Тихом и Индийском океанах для японской компании по производству морепродуктов Maruha Nichiro Corporation. Судно, вероятно, после 1995 года несколько раз переходило из рук в руки, меняя владельца и название около четырёх раз в год. До 2008 года оно относилось к рыболовному флоту Республики Корея, прежде чем закончило плавание под филиппинским флагом как Sun Tai 2.
Впервые судно привлекло внимание властей, отслеживающих незаконный промысел на международной арене, в октябре 2016 года, когда китайские официальные лица обнаружили, что судно пытается выгрузить незаконно пойманного клыкача. К этому времени судно называлось «Андрей Долгов» и под флагом Камбоджи находилось под управлением компании, зарегистрированной в Белизе. К январю 2017 года судно было переименовано в Sea Breez 1 и плавало под флагом Того. Позже Того исключило судно из реестра, и оно снова сменило название на AYDA. Когда корабль прибывал в различные порты, экипаж представлял поддельные документы, чтобы скрыть истинное происхождение судна. За последнее время по документам получалось, что оно принадлежит как минимум восьми различным государствам, включая Того, Нигерию и Боливию.
Начиная с 2008 года судно под различными названиями занималось незаконным промыслом в Тихом, Индийском и Южном океанах. В случае угрозы поимки скрывалось в международных водах, недоступных для юрисдикции большинства государств. Для ухода от ограничений по вылову использовалась подделка состава выловленной рыбы. В промежутке между 2008 и 2015 годами судно было переделано для незаконного лова патагонского клыкача. Страны приписки постоянно изменялись. По оценкам Интерпола, за каждый эпизод незаконного лова судно вылавливало биоресурсы стоимостью до $ 6 млн.